# Allium pogonotepalum
Allium pogonotepalum — вид рослин з родини амарилісових (Amaryllidaceae); поширений в Афганістані.

## Опис
Цибулини численні, на кореневищі; зовнішні оболонки коричневі. Стебло завдовжки 20–40 см, діаметром 1–2.3 мм.

## Поширення
Поширений в Афганістані.